# Ломовое (Тверская область)
Ломовое — деревня в Лихославльском районе Тверской области.

## География
Находится в центральной части Тверской области на расстоянии приблизительно 41 км на север по прямой от районного центра города Лихославль.

## История
Деревня была отмечена ещё на карте Менде, состояние местности на которой соответствует 1848 году. В 1859 году здесь (деревня Вышневолоцкого уезда) было учтено 17 дворов. На карте 1941 года отмечена как поселение с 57 дворами. До 2021 деревня входила в Толмачёвское сельское поселение Лихославльского района до его упразднения.

## Население
Численность населения: 152 человека (1859 год), 20 (русские 69 %, карелы 31 %) в 2002 году, 6 в 2010.